# Kolarstwo na Letnim Olimpijskim Festiwalu Młodzieży Europy 2022
Kolarstwo na Letnim Olimpijskim Festiwalu Młodzieży Europy 2022 – rywalizacja kolarzy w ramach Letniego Olimpijskiego Festiwalu Młodzieży Europy 2022, odbywająca się od 26 do 28 lipca 2022 w Bańskiej Bystrzycy.
Zmagania kolarzy w ramach Letniego Olimpijskiego Festiwalu Młodzieży Europy 2022 objęły wyłącznie rywalizację w kolarstwie szosowym. Zawodnicy i zawodniczki urodzeni w latach 2006 i 2007 startowali w dwóch konkurencjach – jeździe indywidualnej na czas oraz wyścigu ze startu wspólnego.

## Medaliści

### Mężczyźni
| Wyścig                                | Złoto             | Srebro            | Brąz              | Źródło |
| ------------------------------------- | ----------------- | ----------------- | ----------------- | ------ |
| jazda indywidualna na czas (26 lipca) | Patryk Goszczurny | Pavel Šumpík      | Seb Grindley      | [ 2 ]  |
| wyścig ze startu wspólnego (28 lipca) | Cedric Keppens    | Patryk Goszczurny | Michał Strzelecki | [ 3 ]  |

### Kobiety
| Wyścig                                | Złoto        | Srebro           | Brąz               | Źródło |
| ------------------------------------- | ------------ | ---------------- | ------------------ | ------ |
| jazda indywidualna na czas (26 lipca) | Cat Ferguson | Paula Ostiz Taco | Anna Gaborska      | [ 4 ]  |
| wyścig ze startu wspólnego (28 lipca) | Cat Ferguson | Paula Ostiz Taco | Beatrice Temperoni | [ 5 ]  |